# Inmigración argentina en Venezuela
La inmigración de ciudadanos argentinos en Venezuela tuvo gran impacto durante los años setenta, en la época del Proceso de Reorganización Nacional. De acuerdo al informe de diciembre de la Organización Internacional para las Migraciones (OIM) según datos de junio del año 2025 residían 1102 argentinos en Venezuela.personas nacidas en suelo argentino la mayoría cuenta con doble nacionalidad argentina/venezolana.En paralelo casi 237.000 venezolanos habitan en Argentina para fines de 2023.

## Historia
A pesar de la larga historia diplomática entre los dos países desde su independencia la migración cruzada fue escasa durante décadas. En 1949 durante el peronismo el gobierno argentino envío un equipo de alrededor de 70 ingenieros y estudiantes de ingeniería argentinos y sus familias a Venezuela para aprender sobre la extracción de petróleo y adquirir nuevos conocimientos para potenciar la industria petrolera argentina hasta ese momento escasamente desarrollada, formando una de las primeras comunidades de argentinos en Venezuela, aunque tras dos años la mayoría regresan a la Argentina ocupando cargos relevantes en la estatal YPF. Gracias a los conocimientos Argentina en el marco del Primer Plan Quinquenal pasó de una extracción de petróleo de 1.5 millones de metros cúbicos en 1949 a  5,9 millones de metros cúbicos en 1951 y 11.7 para fines de 1955. Tras el derrocamiento del general  Juan Domingo Perón en 1955 se acentuo la emigración argentina hacia Venezuela impulsada por el auge petrolero venezolano y las oportunidades económicas que ofrecía el país.
Aunque algunos argentinos encontraron empleo en la hípica y los deportes, muchos otros se establecieron en áreas como la industria, las artes, el comercio, la agricultura y los servicios.
El expresidente Juan Domingo Perón vivió exiliado en Venezuela desde agosto de 1956, cuando llegó Caracas desde Panamá vía Nicaragua y Maracaibo. Durante su estadía junto a Isabel Martínez, recibió la protección de la Seguridad nacional. El general Peron sufrió un atentado el 25 de mayo de 1957, pero salió ileso cuando asistió a un acto conmemorativo de la independencia argentina. En enero de 1958, parte a República Dominicana.
La inmigración de ciudadanos argentinos hacia Venezuela tuvo su auge tras el golpe de Estado de 1976 en Argentina y la instalación de una dictadura militar, en su mayoría los exiliados eran profesionales, militantes políticos, actores, docentes y comerciantes. Alrededor de 900 argentinos se exiliaron en Venezuela, la comunidad sería especialmente objeto de persecución por parte de los servicios secretos argentinos tras la visita del dictador Jorge Rafael Videla al país, tras la cual se produciría espionaje e informes sobre la comunidad y sus reclamos por la violación sistemática a los DDHH en el país del sur, dicha campaña contra la comunidad argentina sería encabezada por el nobel Luis Federico Leloir cercano al régimen de Videla. La gran mayoría de estos volvería a su país tras el regreso de la democracia en 1983Tras la caída de la dictadura en Argentina sólo 200 argentinos permanecieron en Venezuela sobre todo en el sector artístico y en el universitario.
Otro momento de fue durante la crisis financiera de 2001, aunque a menor escala. En los últimos años debido a las dificultades económicas en Venezuela muchos ciudadanos argentinos residentes en Venezuela se restablecieron en Argentina o emigraron a Estados Unidos.En el año 2023 Argentina se convirtió en uno de los principales inversores en Venezuela.